# Альтер, Арье Яаков
Яаков Арье Альтер (род. 1939), известный также под именем Ребе из Гур, Адмор ми-Гур (ивр. האדמו"ר מגור‎) или Герер Ребе (идиш דער גערער רבי‎) — седьмой и ныне действующий цадик из герской (или гурской) хасидской династии, данную должность занимает с 1996 года. Он живёт в Израиле, общины его последователей енаходятся также в Европе и США. Гурская династия является сегодня одной из крупнейших хасидских династий.

## Ребе
Отец раввина Яакова Арье был раввин Симха Буним (Бинем) Альтер, также известный как Лев Симха, пятый цадик гурской династии. Когда  в 1992 году раввин Симха Буним умер, его заменил его сводный брат, раввин Пинхас Менахем Альтер. После неожиданной смерти последнего в 1996 году раввин Яаков Арье Альтер был выбран в качестве следующего цадика гурской династии. После предварительно согласованного консенсуса взял на себя на роль преемника.
Ребе продолжил политику своего отца, участвуя в религиозной и политической жизни Израиля. Он и его хасиды имеют решающее слово в израильской партии Агудат Исраэль в израильском кнессете, поддерживая требования общины Харедим в Израиле. Ребе призвал стороны сохранить свой союз с не-хасидскими ашкеназами (литваки) в Дегель ха-Тора в рамках Организации Яхадут ха-Тора, представляющих почти всех ортодоксов-ашкеназов в Израиле.
Он внес важные нововведения в учебные программы образовательных учреждений гурских хасидов в Израиле и за рубежом — в основном более широкие знания о пространстве в Талмуде, в то же время отменив изучение Июн (изучение меньшей части Талмуда: «в-глубину») .
Ребе является одним из самых богатых людей Израиля: он занимает третью строчку в списке богатейших раввинов Forbes с состоянием в 350 миллионов шекелей (95 миллионов долларов). По оценке израильского делового издания The Marker, состояние семьи ребе составляет 200-250 миллионов долларов
В феврале 2018 года стал источником скандала, потребовав для себя и приближённых сразу три палаты в общественной больнице «Хадасса», для чего других пациентов пришлось подселить в другие палаты, а одному места не нашлось и ему поставили кровать в коридоре.
Имеет пятерых сыновей и четырех дочерей.